# Eddie Edwards (esquiador)
Michael David Edwards (Cheltenham, Inglaterra; 5 de diciembre de 1963), más conocido como Eddie el Águila, es un esquiador británico que en 1987 se convirtió en el primer competidor en representar a Gran Bretaña en el salto de esquí olímpico desde 1929, terminando último en las pruebas de 70  y de 90 metros. Se convirtió en el poseedor del récord británico en salto de esquí, noveno en esquí de velocidad aficionado (171.9 km,h), así como del récord mundial de salto acrobático por saltar sobre seis autobuses. Se hizo internacionalmente conocido por su actitud deportiva y perseverancia pese a los malos resultados obtenidos.
En 2016 fue interpretado por Taron Egerton en la película biográfica Eddie the Eagle.

## Biografía
Edwards nació en Cheltenham, Gloucestershire. Su familia lo llama por su nombre de pila, Michael. El apodo"Eddie; diminutivo del apellido Edwars"  le fue dado por sus amigos de escuela. Comenzó a esquiar a los 13 años, y casi formó parte del equipo británico de descenso para los Juegos Olímpicos de Invierno de 1984 en Sarajevo. Al no poder clasificar como esquiador alpino, decidió cambiarse a saltos de esquí, ya que no había otros saltadores de esquí británicos con quien competir por un lugar.
Edwards comenzó a saltar bajo la dirección de John Viscome y Chuck Berghorn en Lake Placid, Nueva York, utilizando los equipos de Berghorn, aunque tenía que usar seis pares de calcetines para que le calzaran las botas. Estaba en desventaja por su peso: con aproximadamente 82 kg (181 lb), 9 kg (20 lb) más pesado que otros competidores, y por su falta de apoyo financiero para pagar por el entrenamiento, Eddie y su familia financiaron su carrera. Además era muy miope y llevaba gafas gruesas debajo de las gafas de esquiar, se le empañaban por la altura.
Le informaron de su calificación a los Juegos Olímpicos de Invierno, mientras trabajaba como yesero. Residía temporalmente en un hospital psiquiátrico en Finlandia, debido a la falta de fondos para tomar un alojamiento alternativo. Primero representó a Gran Bretaña en el Campeonato Mundial de Esquí Nórdico de 1987, en Oberstdorf en Baviera, Alemania Occidental y ocupó el puesto 55 en el mundo. Esta actuación lo calificó como el único solicitante británico para la competencia de saltos de esquí de los Juegos Olímpicos de Invierno de 1988.
Edwards fue uno de los mejores saltadores de esquí del Reino Unido, con el récord británico de 73.5 m en uno de sus saltos de los Juegos Olímpicos de Invierno en Calgary 1988. En 1994 su registro fue mejorado con un salto de 81 m, por James Lambert. Este fue mejorado por un salto de 85 m del canadiense británico Glen Pedersen en 2002.
Edwards trabaja actualmente como constructor.

## Juegos Olímpicos de Invierno 1988(Calgary)
Durante los Juegos Olímpicos de Invierno de 1988, Edwards compitió y terminó último en los eventos de 70 y 90 m. En los de 70 (Normal hill individual), anotó 69.2 puntos en dos saltos;  Bernat Solà Pujol de España quedó penúltimo y anotó 140.4 puntos. El ganador fue el finlandés Matti Nykänen, que anotó 229.1 puntos. En los de 90 m (Large hill individual), Edwards anotó 57.5 puntos; Todd Gilman de Canadá quedó penúltimo y anotó 110.8 puntos; Nykänen ganó de nuevo, con 224 puntos.
Desde el principio, la versión de la prensa sobre su historia estaba "bordada de falsedades". "Dijeron que yo tenía miedo a las alturas. Pero estaba haciendo sesenta saltos al día, lo cual difícilmente haría alguien que le teme a las alturas" - dijo Edwards.
Su actitud deportiva y perseverancia pese a las derrotas ganó la simpatía de muchas personas. Se convirtió en una celebridad de los medios y apareció en programas de entrevistas en todo el mundo, apareciendo en The Tonight Show durante los Juegos. La prensa lo apodó "Sr. Magoo", y un periodista italiano lo llamó "ski dropper".
En la ceremonia de clausura , Juan Antonio Samaranch, entonces presidente del COI, decía ante los micrófonos: “En estos Juegos algunos atletas han ganado medallas de oro, otros han batido récords y uno incluso ha volado como un águila”. No pudo seguir. Miles de gargantas prorrumpieron en un grito unánime: “¡Eddie, Eddie!”.
La atención generalizada que Edwards recibió en Calgary fue vergonzosa para algunos atletas y para el propio Comité Olímpico Internacional (COI), que consideraron la peripecia de Eddie como burlesca, y un peligroso precedente y temiendo que el ejemplo se repitiera, se creó en 1990, poco después de que terminaran los Juegos Olímpicos, la Regla de Eddie el Águila, en la que se reforzaron los requisitos de ingreso para que sea casi imposible que alguien siga su ejemplo, esta regla obliga a los atletas que participan en competiciones oficiales a nivel internacional, a clasificarse por lo menos una vez dentro del 30% de los primeros 50 competidores.
 

Edwards no se clasificó para los Juegos Olímpicos de Invierno de 1992 en Albertville, Francia, y los Juegos de 1994 en Lillehammer, Noruega. Esta norma que llevaba su propio nombre y le cerraba las puertas en las mismas narices. Obtuvo un patrocinio de cinco años de Eagle Airlines, una pequeña compañía británica de vuelos chárter, para respaldar su intento de llegar a los Juegos de 1998 en Nagano, Japón, pero tampoco logró calificar.

Pictograma de salto en esquí

## ResultadosJuegos Olímpicos de Invierno 1988(Calgary)[9]
| Athlete       | Event       | Jump 1   | Jump 1 | Jump 2   | Jump 2 | Total  | Total |
| Athlete       | Event       | Distance | Points | Distance | Points | Points | Rank  |
| ------------- | ----------- | -------- | ------ | -------- | ------ | ------ | ----- |
| Eddie Edwards | Normal hill | 55.0     | 34.1   | 55.0     | 35.1   | 69.2   | 58    |
| Eddie Edwards | Large hill  | 71.0     | 30.0   | 67.0     | 27.5   | 57.5   | 55    |

## Regreso a Calgary y apariciones en los medios
El 13 de febrero de 2008, Edwards realizó una visita a Calgary para participar en las festividades que conmemoraron el vigésimo aniversario de los Juegos. Durante su visita, Edwards montó la tirolesa en el Parque Olímpico de Canadá (Canada Olympic Park) con Devon Harris, miembro del equipo de trineo jamaicano, quien inspiró la película Cool Runnings, (el viaje simula la velocidad de un saltador de esquí) y dirigió una procesión de esquiadores por las laderas del parque mientras llevaba una antorcha olímpica.
Edwards fue elegido como portador de la antorcha en el relevo para los Juegos Olímpicos de Vancouver 2010. Corrió con la antorcha el 7 de enero de 2010 en Winnipeg. 

## Biopic
En 2016 el director Dexter Fletcher, junto con los guionistas Sean Macaulay y Simon Kelton y el productor Matthew Vaughn, llevaron su historia al cine, con una película biográfica del saltador de esquí, titulada Eddie the Eagle, dando vida a Eddie el actor británico Taron Egerton, junto con el actor Hugh Jackman.